# A Morte e o Lenhador
A morte e o lenhador é uma fábula de Esopo e que foi recontada por La Fontaine.

## A fábula
Um velho lenhador, cansado de sua tarefa de buscar lenha da mata, invoca duas vezes a morte. Quando ela aparece, o lenhador se arrepende e diz tê-la chamado apenas para pedir ajuda para colocar a lenha sobre as costas:
Um pobre lenhador, vergado pelo peso dos anos e da lenha, que às costas trazia, caminhava gemendo, no calor do dia, sentindo por si próprio o mais cruel desprezo.
A dor, por fim, foi tanta que ele até parou e, pondo ao chão seu fardo, pôs-se a refletir:
Que alegrias tivera em seu pobre existir? Depois de tanta vida, algum prazer lhe restou?
Faltara, às vezes, pão; descanso, nunca houvera;
Os filhos, a mulher e o cobrador, à espera;
O imposto e a cara feia do soldado…
Ele era um infeliz, completo e acabado!
Pensando nessa falta de alegria e sorte, chamou em seu auxílio da morte.
- "Vosmecê me chamou, e eu vim. Agora venha."
- "Só te chamei pra me ajudar com a lenha…"

## Moral
- A morte tudo conserta, mas pressa não deve haver, pois a sentença é bem certa: antes sofrer que morrer.